# Sissy Records
Sissy Records – polska wytwórnia muzyczna, oddział BMG Poland powstały w styczniu 2001 roku, rozwiązany w 2004, specjalizujący się w muzyce alternatywnej. Szefem wytwórni był Paweł 'U-Zek" Jóźwicki.

## Wykonawcy
- Andrzej Smolik
- Cool Kids of Death
- Futro
- Homosapiens
- Lenny Valentino
- Novika
- Old Time Radio
- Ścianka